# TASPO (Steelband)
Das Trinidad All Steel Percussion Orchestra war eine Steelband, welche die damalige Kolonie Trinidad und Tobago 1951 nach Großbritannien entsandte, um am Festival of Britain auf der ganzen Insel sowie auf dem europäischen Festland aufzutreten und das neuartige Musikinstrument Steel Pan vorzustellen.

## Hintergrund
Die Steel Pan wurde vor und während des Zweiten Weltkrieges in den Quartieren von Port of Spain entwickelt. Während des Karnevals des Jahres 1946 spielte Winston „Spree“ Simon auf einem Instrument mit 14 Tönen unter anderem die britische Nationalhymne God save the King. Der damalige Gouverneur der Kolonie, Sir Bede Edmund Hugh Clifford, war begeistert.
Während die Entwicklung und Verbesserung der Instrumente Fortschritte machte, wurde 1949 die „Steelband Association of Trinidad and Tobago“ gegründet. Es wurde darauf hingearbeitet, eine Steelband an das Festival of Britain zu entsenden. Da die Entdecker und Entwickler der Steel Pan bis auf einige wenige Ausnahmen keine musikalische Bildung hatten, war ihnen nicht bewusst, dass ihre Instrumente nicht chromatisch waren. Dieser Umstand wurde im Hinblick auf den Besuch in England aber korrigiert.
TASPO war die erste Steelband, welche auf Instrumenten spielte die ausnahmslos aus alten Oelfässern gefertigt waren.

## Auswirkungen von TASPO
Am 6. Juli 1951 reiste das Orchester auf der SS San Mateo nach England. Carlton „Sonny“ Roach blieb infolge einer Krankheit in Martinique zurück. Am 12. Dezember 1951 kehrte TASPO wieder nach Trinidad zurück. Einzige Ausnahme bildete Sterling Betancourt, welcher in England blieb und später entscheidend am Aufbau des Notting Hill Carnival beteiligt war. Auch Philmore „Boots“ Davidson hatte großen Anteil an der Verbreitung der Steel Pan in England.
Elliot „Ellie“ Mannette wanderte in die USA aus und machte die Steel Pan auf dem nordamerikanischen Kontinent bekannt.
TASPO und dessen Mitglieder hatten maßgeblich Anteil an der weltweiten Verbreitung der Steelbands.

## Leitung und Mitglieder
Die Leitung über das Orchester hatte Leutnant Joseph Nathaniel Griffith, ein Dirigent der Police Band.
Die Mitglieder des TASPO waren fast ausschließlich angesehene Steelpan-Bauer und/oder Leiter ihrer jeweiligen Steelband.
| Spieler                    | Band                |
| -------------------------- | ------------------- |
| Orman „Patsy“ Haynes       | Casablanca          |
| Elliot „Ellie“ Mannette    | Invaders            |
| Belgrave Bonaparte         | Southern Symphony   |
| Anthony „Tony“ Williams    | North Stars         |
| Carlton „Sonny“ Roach      | Sun Valley          |
| Philmore „Boots“ Davidson  | City Syncopators    |
| Sterling Betancourt        | Crossfire           |
| Andrew „Pan“ de la Bastide | Chicago             |
| Dudley Smith               | Rising Sun          |
| Winston „Spree“ Simon      | Fascinators (Tokyo) |
| Theo „Black James“ Stevens | Free French         |